# Шмыго, Иван Степанович
Иван Степанович Шмыго (30 января 1896, село Доброволя, Волковысский уезд, Гродненская губерния — 14 июня 1978, Москва) — советский военный деятель, генерал-лейтенант (11.7.1945).

## Начальная биография
Родился 30 января 1896 года в селе Доброволя ныне Волковысского района Гродненской области, белорус.

## Военная служба

### Первая мировая и Гражданская войны
В августе 1915 года был призван в ряды царской армии, после чего служил рядовым в Новгородской губернии и Нарве, где в 1916 году и закончил учебную команду. После сданного экзамена при Нарвской мужской гимназии на вольноопределяющегося 2-го разряда был направлен в Гатчинскую школу прапорщиков и после окончания школы в ноябре того же года был направлен младшим офицером в запасной полк, дислоцированный в городе Опочка, а затем в 546-й Волчанский полк, после чего принимал участие в боевых действиях на Западном фронте.
В декабре 1917 года в чине прапорщика был демобилизован из рядов армии, после чего работал секретарем волостного исполкома в селе Погорелое (Белёвский уезд, Тульская губерния).
В апреле 1918 года вступил в РККА и был назначен на должность военрука Погорельского военкомата, а в сентябре — на должность командира роты в Тульском территориальном полку. В феврале 1919 года был направлен в состав Новохоперского Коммунистического отряда, принимал участие в ходе ликвидации вооружённых формирований «зелёных» в районе Поворино.
С марта служил на должностях командира роты и батальона в составе 323-го стрелкового полка, который вскоре был преобразован сначала в 426-й, а затем 527-й стрелковые полки. В октябре после подготовки прибывшего пополнения полк был включён в состав Восточного фронта, после чего принимал участие в боевых действиях против войск адмирала А. В. Колчака и генерала А. И. Дутова на реке Тобол и в районах Кокчетава, Акмолинска и Каркалинска.
В феврале 1920 года заболел, после чего был эвакуирован в Акмолинск. После излечения в июне того же года был назначен на должность командира батальона при штабе Западно-Сибирского военного округа, а затем на должность командира роты в составе 33-го запасного полка, дислоцированного в Омске, после чего с декабря 1920 по март 1921 года принимал участие в боевых действиях по подавлению Ишимского восстания. Вскоре был назначен на должность командира роты в составе Омского территориального полка.

### Межвоенное время
С сентября 1921 года служил в 29-й стрелковой дивизии на должностях командира взвода 434-го стрелкового полка, помощника начальника пулемётной команды, помощника командира роты и батальона 255-го стрелкового полка, командира роты и батальона 85-го стрелкового полка.
В октябре 1928 года был направлен на учёбу в Военную академию имени М. В. Фрунзе, после окончания которой в марте 1931 года был назначен на должность начальника 1-й части штаба 15-й стрелковой дивизии, в мае 1932 года — на эту же должность в штабе 6-го стрелкового корпуса, а в июне 1935 года — на должность начальника 2-го отдела штаба Харьковского военного округа.
В ноябре 1936 года был направлен на учёбу в Академию Генштаба РККА, после окончания двух курсов которой в августе 1938 года был уволен в запас, однако в марте 1939 года восстановлен в кадрах РККА и назначен на должность преподавателя общей тактики Военной академии имени М. В. Фрунзе, в декабре того же года — на должность старшего преподавателя кафедры оперативного искусства в Академии Генштаба РККА, а в апреле 1940 года — на должность начальника 6-го отдела Организационного управления Генерального штаба Красной Армии.

### Великая Отечественная война
С началом войны находился на прежней должности.
В июле 1941 года был назначен на должность заместителя начальника штаба — начальника оперативного отдела штаба 20-й армии, которая принимала участие в боевых действиях в ходе Смоленского сражения и Вяземской оборонительной операции, во время которых оказалась в окружении, где продолжала вести оборонительные боевые действия. С частью войск вышел из окружения на Можайскую линию обороны и после расформирования полевого управления армии в конце октября был назначен на должность заместителя начальника штаба — начальника оперативного отдела штаба Северо-Западного фронта (до 22 мая 1942), который вёл оборонительные боевые действия на демянском направлении, а затем принимал участие в ходе Торопецко-Холмской и Демянской наступательных операций. С 3 мая 1942 – генерал-майор. С 22 мая по 31 декабря 1942 начальник штаба 11-й армии. С 31 декабря 1942 до апреля 1943 года вновь начальник оперативного отдела штаба – заместитель начальника штаба Северо-Западного фронта.
В апреле 1943 года был назначен на должность заместителя командующего 27-й армией, а с марта 1944 года исполнял должность командира 47-го стрелкового корпуса, который в ходе Проскуровско-Черновицкой наступательной операции принимал участие в боевых действиях по освобождению Проскурова.
В апреле 1944 года был назначен на должность командира 67-го стрелкового корпуса, принимавшего участие в ходе Львовско-Сандомирской наступательной операции и освобождения городов Зборов и Львов, за что получил почётное наименование «Львовский». Вскоре корпус участвовал в ходе Западно-Карпатской, Моравско-Остравской и Пражской наступательных операций. За умелое командование частями корпуса, смелость и решительность в действиях и проявленные при этом доблесть и мужество был награждён орденом Кутузова 2 степени. 
В июне 1945 года Военный Совет 4-го Украинского фронта ходатайствовал о присвоении генерал-майору И. С. Шмыго звания Герой Советского Союза, однако данное награждение реализовано не было.
За время войны был 11 раз персонально упомянут в благодарственных в приказах Верховного Главнокомандующего.

### Послевоенная карьера
После окончания войны состоял в распоряжении Генштаба Красной Армии и в 1946 году был назначен на должность начальника кафедры Военной академии имени М. В. Фрунзе, однако 30 октября 1948 года был откомандирован в распоряжение МВД СССР и назначен на должность заместителя начальника Института МВД. В сентябре 1953 – декабре 1954 начальник Института МВД.
В октябре 1956 года вышел в запас в звании генерал-лейтенанта. Умер в 1978 в Москве. Похоронен на Хованском кладбище.

## Награды
- орден Ленина (21.02.1945)[3];
- четыре ордена Красного Знамени  (09.08.1941, 05.05.1942, 03.11.1944[3], 15.11.1950[3]);
- орден Суворова 2-й степени (29.05.1944);
- орден Кутузова 2-й степени (23.05.1945);
- медали.

Приказы (благодарности) Верховного Главнокомандующего в которых отмечен И. С. Шмыго.
- За прорыв сильно укрепленной обороны немцев в районе севернее Кировограда в западном направлении, окружении в районе Звенигородка, Шпола группировки противника, действующей севернее этой линии, в составе девяти пехотных и одной танковой дивизий и овладении более трехсот населенных пунктов, в том числе города Звенигородка, Шпола, Смела, Богуслав, Канев и крупные железнодорожные узлы Бобринская, Цветково, Мироновка. 3 февраля 1944 года № 68
- За овладение городом и оперативно важным железнодорожным узлом Чертков, городом Гусятин, городом и железнодорожным узлом Залещики на реке Днестр и освобождении более 400 других населённых пунктов. 24 марта 1944 года. № 92.
- За овладение штурмом  городом Проскуров – крупным железнодорожным узлом и сильным опорным пунктом обороны немцев. 25 марта 1944 года. № 93.
- За овладение штурмом важным хозяйственно-политическим центром и областным городом Украины Львов — крупным железнодорожным узлом и стратегически важным опорным пунктом обороны немцев, прикрывающим пути к южным районам Польши. 27 июля 1944 года. № 154.
- За форсирование реки Вислока и Дунаец и овладение городами Ясло и Горлице — важными опорными пунктами обороны немцев на краковском направлении, а также захват с боями свыше 400 других населённых пунктов. 19 января 1945 года. № 229.
- За овладение на территории Польши городом Новы-Сонч и на территории Чехословакии городами Прешов, Кошице и Бардеёв — важными узлами коммуникаций и опорными пунктами обороны немцев. 20 января 1945 года. № 234.
- За овладение городами Вадовице, Спишска-Нова-Вес, Спишска-Стара-Вес и Левоча — важными узлами коммуникаций и опорными пунктами обороны немцев. 27 января 1945 года. № 260.
- За овладение городом Бельско — крупным узлом коммуникаций и мощным опорным пунктом обороны немцев на подступах к Моравской Остраве. 12 февраля 1945 года. № 275.
- За овладение городами Богумин, Фриштат, Скочув, Чадца и Великая Битча — важными узлами дорог и сильными опорными пунктами обороны немцев в полосе Западных Карпат. 1 мая 1945 года. № 356.
- За овладение городом Цешин — важным узлом дорог и сильным опорным пунктом обороны немцев. 3 мая 1945 года. № 361.
- За овладение городом и крупным железнодорожным узлом Оломоуц — важным опорным пунктом обороны немцев на реке Морава. 8 мая 1945 года. № 365.